# NGC 6453
NGC 6453 је збијено звездано јато у сазвежђу Шкорпија које се налази на NGC листи објеката дубоког неба.
Деклинација објекта је - 34° 35' 53" а ректасцензија 17h 50m 51,8s. Привидна величина (магнитуда) објекта NGC 6453 износи 10,2. NGC 6453 је још познат и под ознакама GCL 79, ESO 393-SC36.